# Leif Öhrvall

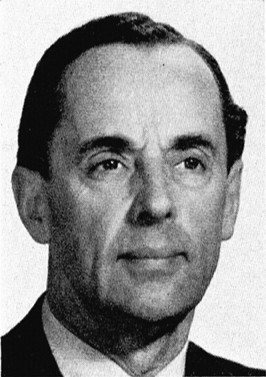
Leif Öhrvall

Leif Hjalmar Öhrvall, född 25 januari 1897 i Uppsala, död 20 september 1985 i Lidingö, var en svensk diplomat.

## Biografi
Öhrvall var son till professor Hjalmar Öhrvall och Elise Axelson. Han tog studentexamen 1915, fil.kand.-examen 1919 och juris kandidatexamen 1929 innan han blev attaché vid Utrikesdepartementet (UD) 1930. Öhrvall tjänstgjorde i London 1931, Wien, Belgrad och Budapest 1933. Han var tillförordnad andre sekreterare vid UD 1934, utrikesministerns sekreterare 1934-1935 och andre legationssekreterare i Bukarest och Sofia 1937. Öhrvall var chargé d’affaires i Lissabon 1938, förste vicekonsul i Oslo 1941, konsul där 1944 och tjänstgjorde vid UD 1945. Han var därefter konsul i Baden-Baden 1947, beskickningsråd och beskickningschef i Tokyo 1948, chargé d’affaires i Reykjavik 1951, sändebud där 1953-1955, i Bogotá, Panama City och Quito 1955-1958. Öhrvall var sändebud i Dublin 1958-1963 och var styrelseledamot i Hugo Alfvénstiftelsen från 1965.
Öhrvall avled den 20 september 1985 och gravsattes den 29 november 1985 på Uppsala gamla kyrkogård.

## Utmärkelser
Öhrvalls utmärkelser:
- Riddare av Nordstjärneorden (RNO)
- Storkorset av Colombianska San Carlos-orden (StkColSanCO)
- Storkorset av Isländska falkorden (StkIFO)
- Kommendör av Finlands Lejons orden (KFinlLO)
- Kommendör av Norska Sankt Olavsorden (KNS:tOO)
- Kommendör av Portugisiska Kristiorden (KPKO)
- Officer av Nederländska Oranien-Nassauorden (OffNedONO)
- Officer av Tjeckoslovakiska Vita Lejonets orden (OffTjslVLO)
- Riddare av Belgiska Kronorden (RBKrO)
- Riddare av Finlands Vita Ros’ orden (RFinlVRO)
- Japanska Uppgående solens förtjänstorden (JUSO)